# Великое Поле (Ровненская область)
Великое Поле (укр. Велике Поле) — село в Березновской городской общине Ровненского района Ровненской области Украины.
До 2020 года входило в Березновский район.
Население по переписи 2001 года составляло 414 человек. Почтовый индекс — 34631. Телефонный код — 3653. Код КОАТУУ — 5620482201.